# رد قرضي (مسرحية)
رد قرضي هي مسرحية مصرية من إنتاج سنة 1999 وعرضت لأول مرة تلفزيا سنة 2004، المسرحية من إخراج هشام جمعة و تأليف حسام عبد البصير

## القصة
تدور أحداثها حول شاب مصري من عائلة بسيطة يدعى طلبة أشرف عبد الباقي اشتغل منذ طفولته حارسا لراقصة شرقية تدعى حبيبة منال عفيفي ثم اشتغل حارسا للسفارة الأمريكية وذلك ليجمع 30 ألف جنيه ثمن المهر التي سيعطيه لرجل الأعمال المشهور شوكت بيه شريف منير ليتزوج شقيقته الصغرى وزميلته بالكلية بسنت ياسمين عبد العزيز وطول تلك الفترة كان يودع المال أمانة عند والده ... لكن حينما جمع المبلغ المطلوب يفاجئ برفض والده المتقشف والبخيل إعطائه له ... فيظطر طلبة للاقتراض من أحد البنوك الذي يديره توفيق أسامة عباس صديق شوكت بيه شريف منير مبلغا قدره 19 ألف جنيه لكنه يفاجئ فيما بعد بأن المدير جعله يوقع على مبلغ سداد قدره 25 ألف جنيها فيعجز عن تسديده ... وبسبب ذلك يُختطف ابنه الرضيع «وطني» ويُحتجز طلبة لدى النيابة لمدة يومين قبل أن يفرج عنه بفضل خالد شقيق بسنت الأصغر محمد سعدالذي باع دراجته النارية بألفي جنيه ليسدد الكفالة ... ولكن طلبة ينتقم بٱحتجاز ضيوف السفارة الأمريكية حيث يوجد السفير الأمريكي .. ورجل الأعمال المشهور شوكت بيه وصديقه مدير البنك توفيق كل ذلك بمساعدة زوجته بسنت وشقيقها خالد كل هذا في قالب هزلي كوميدي

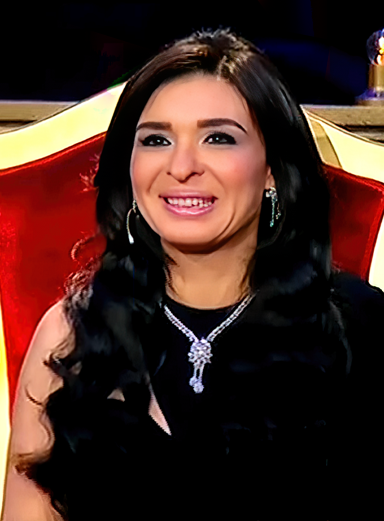
دينا في دور حبيبة (في العروض الأولى للمسرحية)

## الممثلون
- أشرف عبد الباقي بدور طلبة الشاب الفقير الذي يحب بسنت
- شريف منير بدور شوكت شقيق بسنت الأكبر وهو رجل أعمال ثري يتميز بالفساد وكره الفقراء
- ياسمين عبد العزيز بدور بسنت حبيبة وزميلة طلبة التي تريد الزواج به رغم فقره ورفض شقيقها شوكت
- محمد سعد بدور خالد شقيق بسنت الأصغر وهو شاب طيب و متسكع لا يحب حياة الأغنياء له روح الدعابة و هو موافق على زواج بسنت بطلبة
- أسامة عباس بدور توفيق صديق شوكت ومدير البنك الذي تحايل على طلبة لكي لا يستطيع تسديد الدين
- كوثر رمزي بدور أم طلبة التي تحب ابنها وتتمنى له السعادة لكن زوجها المتقشف كان أول من عرقل طلبة بسرقته للمهر
- منال عفيفي بدور حبيبة الراقصة الشرقية و جارة طلبة وصديقته التي تعرضت للتحايل أيضا من قبل شوكت وتوفيق